# Paul Poirier (football)
Pour les articles homonymes, voir Poirier (homonymie) et Paul Poirier (homonymie).
Paul Poirier, né le 1er avril 1911 à Paris et mort le 25 juin 1947 à Neuilly-sur-Seine, est un footballeur français évoluant au poste de milieu de terrain.

## Carrière
Paul Poirier, qui a joué au CA Paris, évolue au Red Star Olympique de 1932 à 1935. Il y remporte la première édition du Championnat de France de football de deuxième division lors de la saison 1933-1934. Lors de son passage au Red Star, il connaît aussi sa première et unique sélection en équipe de France de football. Il affronte sous le maillot français le 26 mars 1933 dans le cadre d'un match amical à Paris l'équipe de Belgique de football. Les Français s'imposent sur le score de 3-0. En 1935, il rejoint l'AS Villeurbanne, où il reste une saison.